# هری سیمون (تیرانداز ورزشی)
هری سیمون (انگلیسی: Harry Simon; ۱۳ ژوئیهٔ ۱۸۷۳ – ۸ ژوئن ۱۹۳۲) تیرانداز اهل ایالات متحده آمریکا بود.